# Scrophularia strizhoviae
Scrophularia strizhoviae är en flenörtsväxtart som beskrevs av L.N. Abdusalyamova. Scrophularia strizhoviae ingår i släktet flenörter, och familjen flenörtsväxter. Inga underarter finns listade i Catalogue of Life.